# Heissler Guillent
Heissler Rafael Guillent Ecker (Caracas, Venezuela, 17 de diciembre de 1986) es un jugador de baloncesto venezolano que pertenece a la plantilla de Franca del NBB. Con 1,83 metros de estatura, juega en la posición de base.

## Trayectoria
Guillent debutó en la Liga Profesional de Baloncesto de Venezuela en el año 2006 con los Guaros de Lara donde disputó solo 5 partidos donde dejó promedio de 4.3 puntos por partidos, pero su año de explosión en la LPB fue en el 2008 donde logró jugar en 47 encuentros donde dejó estadísticas por cada partido de 12.9 pts, 1.8 en rebotes y 4.3 asistencias, y fue elegido como novato del año. En el año 2009 y 2010 fue cobrando mayor importancia en el equipo barquisimetano donde logró mejorar todas sus estadísticas en cada año. Para la temporada del 2011 fue cambiado a los Bucaneros de La Guaira dejando promedio de 19.4 pts, 3.4 rebotes y 4.8 asistencias por partido en un total de 44 desafíos, ese año fue elegido el Jugador Más Valioso del torneo. 
En el 2012 arrancó con Bucaneros pero a mitad de temporada fue cambiado y regreso a los Guaros de Lara. 
Con Guaros, en 2015, gana el Campeonato FIBA Américas de 2015 y es elegido en el quinteto ideal.
En enero de 2021 firma con Guaiqueríes de Margarita en la nueva Superliga de Baloncesto de Venezuela donde logró llegar hasta la final del torneo con los insulares. En abril de 2022 firma con los Titanes de Barranquilla de Liga Profesional de Baloncesto de Colombia. A finales de junio de 2022 regresa para jugar su tercer torneo con los Guaiqueríes de Margarita en Venezuela, ahora en la nueva SPB.

## Selección nacional
Guillent jugó cuatro ediciones del Campeonato FIBA Américas con la selección de baloncesto de Venezuela: 2011, 2013, 2015 y 2017 -en la edición de 2015 se coronó campeón del torneo, además de integrar el "Quinteto Ideal" de dicho campeonato junto a Andrew Wiggins, Andrés Nocioni, Luis Scola y Gustavo Ayón. Asimismo fue parte de la escuadra venezolana que conquistó el Campeonato Sudamericano de Baloncesto de 2014. 
Guillent también representó a su país en los Juegos Panamericanos de 2015, los Juegos Olímpicos de 2016 y la Copa Mundial de Baloncesto de 2019 entre otros torneos.
Durante agosto y septiembre de 2023 fue integrante de la selección de Venezuela que participó en el Mundial de 2023 celebrado en Asia, y que finalizó en trigésimo lugar.